# Stockby AB

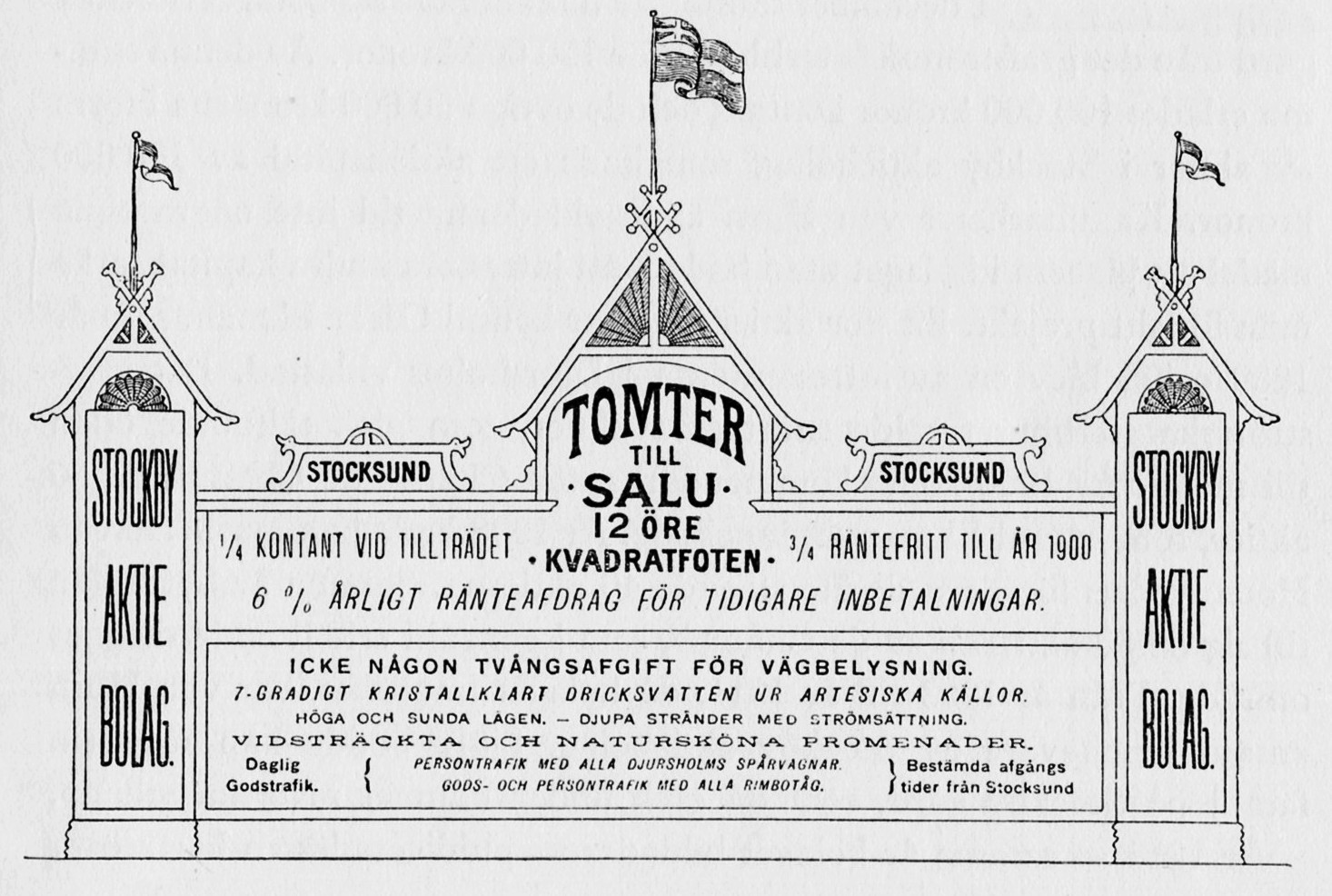
Stocksund aktiebolaget, reklam.

Stockby AB var ett fastighetsexploaterings- och försäljningsbolag som bildades 1888 av kammarherren och juristen Carl Eduard von Horn. Bolagets verksamhet, under namnet Stocksunds Villaparker, resulterade i tillkomsten av villastaden Stocksund i nuvarande Danderyds kommun. Stockby AB existerade mellan 1888 och 1911.

## Historik

### Bakgrund

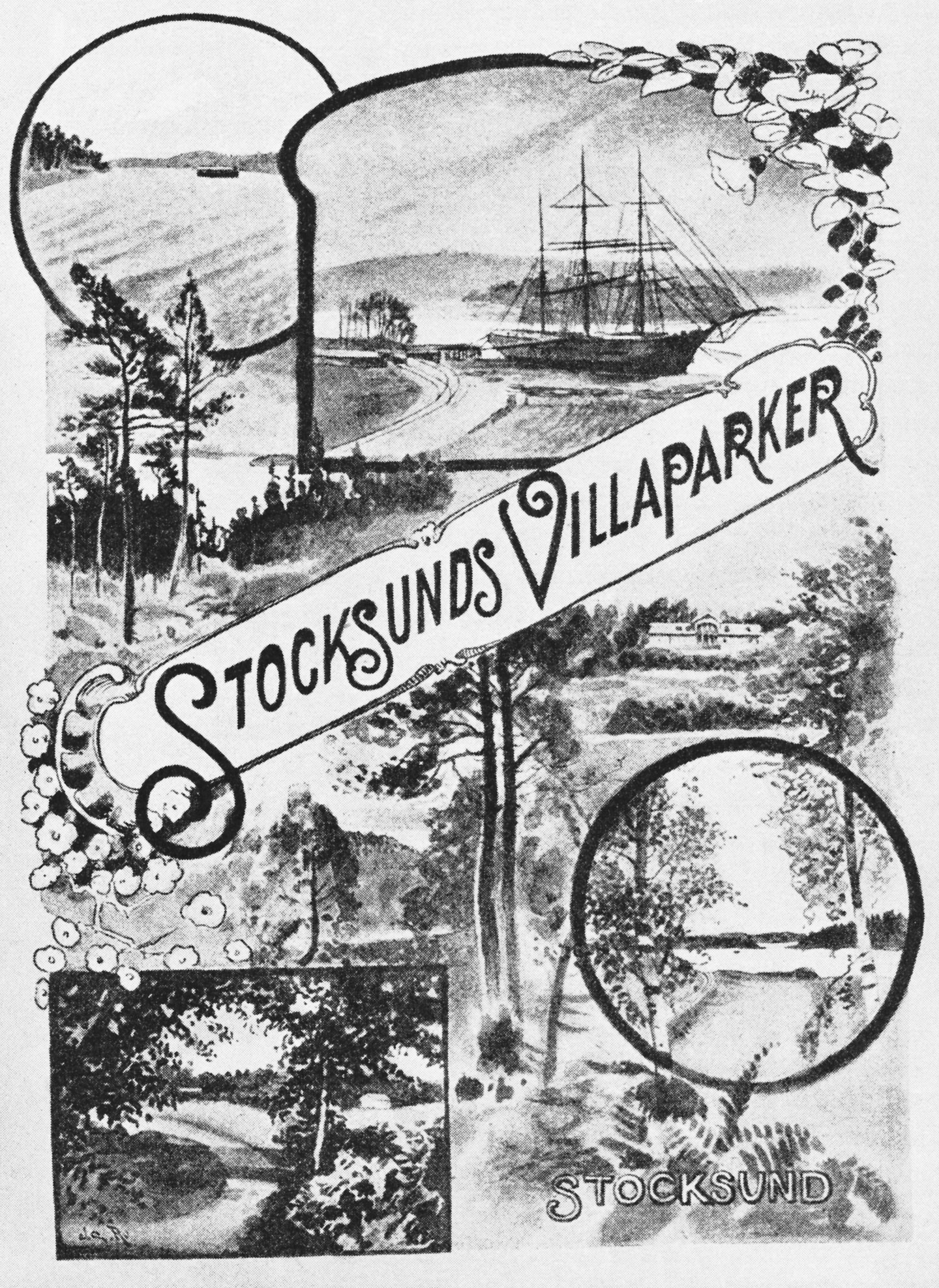
"Stocksunds Villaparker", 1895.

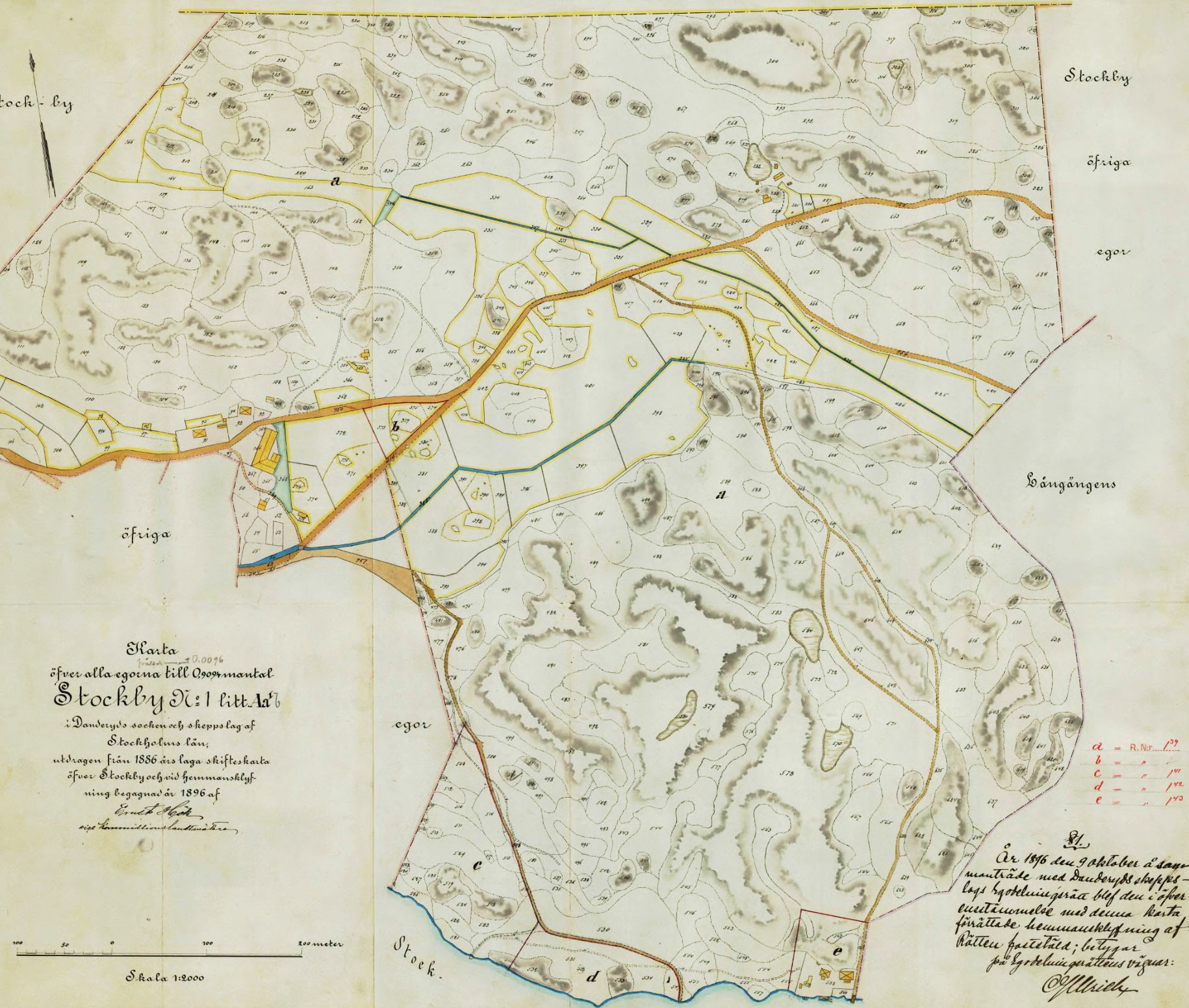
Stockby ägor 1886.

Initiativtagare till Stockby AB var kammarherren Eduard von Horn. Från 1883 var han notarie i Domänstyrelsens jordbruksavdelning och bosatte sig med familjen i Stockholm vid Stureparken 7. Där hade han möjlighet att studera ett projekt om en ny villastad norr om Humlegården. Det var troligen denna anläggning som inspirerade honom att skapa en villastad utanför Stockholm.
Under 1800-talets slut planerades flera villastäder som Storängen, Saltsjöbaden, Djursholm och Södertörns villastad för välbärgade Stockholmare. Alla etablerades längs nya järnvägssträckor, som Saltsjöbanan, Roslagsbanan och Nynäsbanan. Den kraftiga befolkningsökningen i Stockholm under 1800-talets andra hälft hade bland annat lett till bostadsnöd och svåra sanitära förhållanden. De som hade råd, ofta högre tjänstemän, flyttade därför långt utanför stadens tullar, där de bosatte sig i nybyggda villor på behörigt avstånd från "den osunda storstaden".

### Stockby aktiebolagets verksamhet
År 1888 bildade Eduard von Horn tillsammans med några andra intressenter Stockby AB, som köpte egendomen Stockby gård omfattande 0,9094 mantal belägen i Danderyds socken. Säljare var sterbhuset efter ordensbiskopen Frithiof Grafström, som var von Horns svåger. Före Grafström ägdes gården av bland andra publicisten August Hazelius, far till Skansens grundare Artur Hazelius. Stockby gård var ursprungligen en by med flera gårdar och anor från 1200-talet. Namnet Stockby omnämns första gången 1361. Vid mitten av 1800-talet var Stockby gård en viktig del av Djursholmsgodset. Stockbys manbyggnad uppfördes i början av 1700-talet och är fortfarande bevarad (adress Stockbyvägen 8). Dödsboet hade betydande skulder och för att få ordning på kvarlåtenskapen beslöts att sälja marken.
Marken kostade 150 000 kronor och styckades av till villatomter, som salufördes under namnet Stocksunds Villaparker. von Horn blev verkställande direktör för det nya bolaget, men hade inga egna medel att placera i projektet utan var tvungen att intressera andra kapitalstarka män. En av aktieägarna var grosshandlaren konsul Oscar Ekman. Han hade även intressen i Djursholms AB som stod bakom närbelägna Djursholms villastad.
von Horn såg möjligheten att skapa en ny villastad i naturskön omgivning utanför Stockholm och sitt projekt knöt han till den smalspåriga järnvägen (Roslagsbanan) från huvudstaden över Stocksundet till Rimbo som just hade färdigställts och Stocksund var en av hållplatserna på linjen. Bolaget gjorde reklam med den goda person- och godstrafiken, den vackra, orörda naturen samt ”7-gradigt kristallklart vatten”, ”höga sunda lägen” och ”djupa stränder med strömsättning”. I en tidningsannons lovade Stockby AB bland annat ”Tomter till salu för 12 öre kvadratfoten”.
Förste tomtägaren blev jägmästaren Albert Gotthard Nestor Cedergren, som köpte ett drygt 69 000 m² stort parkområde vid Stocksundet, där han senare lät uppföra Cedergrenska tornet. Etableringen av nya villor gick till en början trög och år 1895 fanns endast ett tiotal vinterbonade villor byggda. I samtliga bodde utflyttade stockholmare (61 vuxna och 40 minderåriga barn). Samma år fick Stocksund en snabbare förbindelse med Stockholm och Engelbrektsplan när Djursholmsbanan elektrifierades. Då körde tolv tåg dagligen i varje riktning mellan klockan 6:00 och 24:00. Sedan kommunikationerna blivit bättre satte även tomtförsäljningen fart. 
I början av 1900-talet letade Tjänstemännens Egna Hems Förening efter ett område att bygga villor på för sina medlemmar. Valet stod mellan Stocksund norr om Stockholm och Storängen i Nacka sydost om Stockholm. Intresset var så stort för båda områdena att föreningen delade upp sig i två och Stocksund blev på sätt och vis Storängens systersamhälle. Det är tveklöst denna etablering under åren 1904-05 med ett 50-tal nya villor som bidrog till villastadens snabba utveckling.
Med tiden lyckades von Horn förvärva fler aktier i Stockby AB och mellan 1903 och 1911 var han ensam aktieägare. Stockby AB avslutade sin verksamhet omkring år 1910, då hade man sålt 350 villatomter och några större markområden. Men även efter bolagets formella  avveckling år 1911 pågick långdragna förhandlingar om markfrågor mellan Eduard von Horn och kommunalmännen i Stocksund. Innan han avled 1920 hade han överlåtit till sin son kammarherre Carl-Axel von Horn att bevaka ärendena.

## Referenser

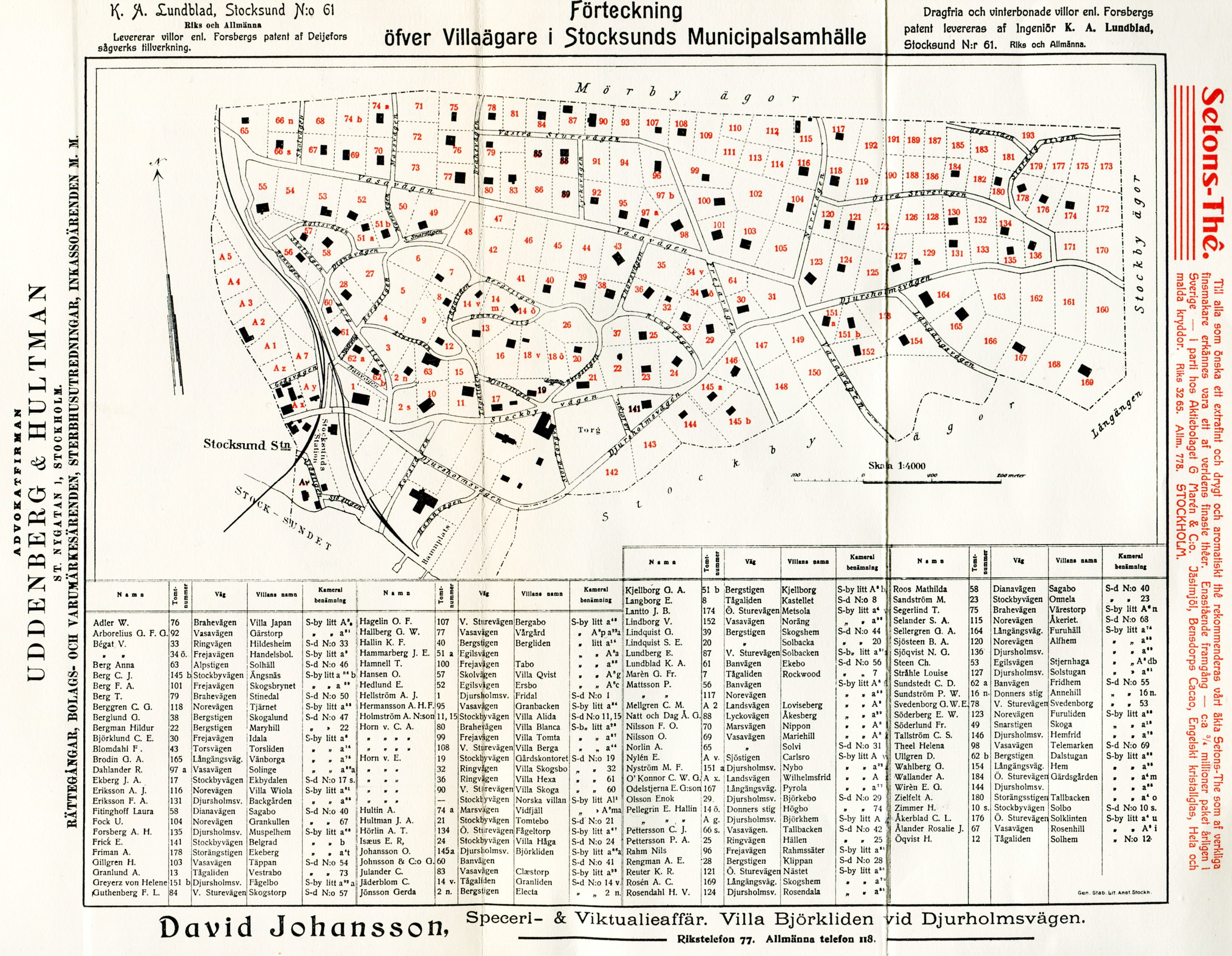
Förteckning över villaägare i Stocksunds municipalsamhälle omkring 1904.